# Амур білий
Аму́р бі́лий (Ctenopharyngodon idella) — цінна промислова риба родини Xenocyprididae. Належить до монотипового роду білий амур (Ctenopharyngodon), який раніше зараховувався до складу підродини Squaliobarbinae родини коропових (Cyprinidae). Прісноводна субтропічна демерсальна риба. Належить до групи потамодромних риб, тобто риб, які мігрують на нерест в межах прісних вод (з річок до озер, або навпаки). Промисловий вид, є поширеним об'єктом аквакультури, розводиться як у країнах Старого Світу, так і у Північній Америці

## Зовнішня будова

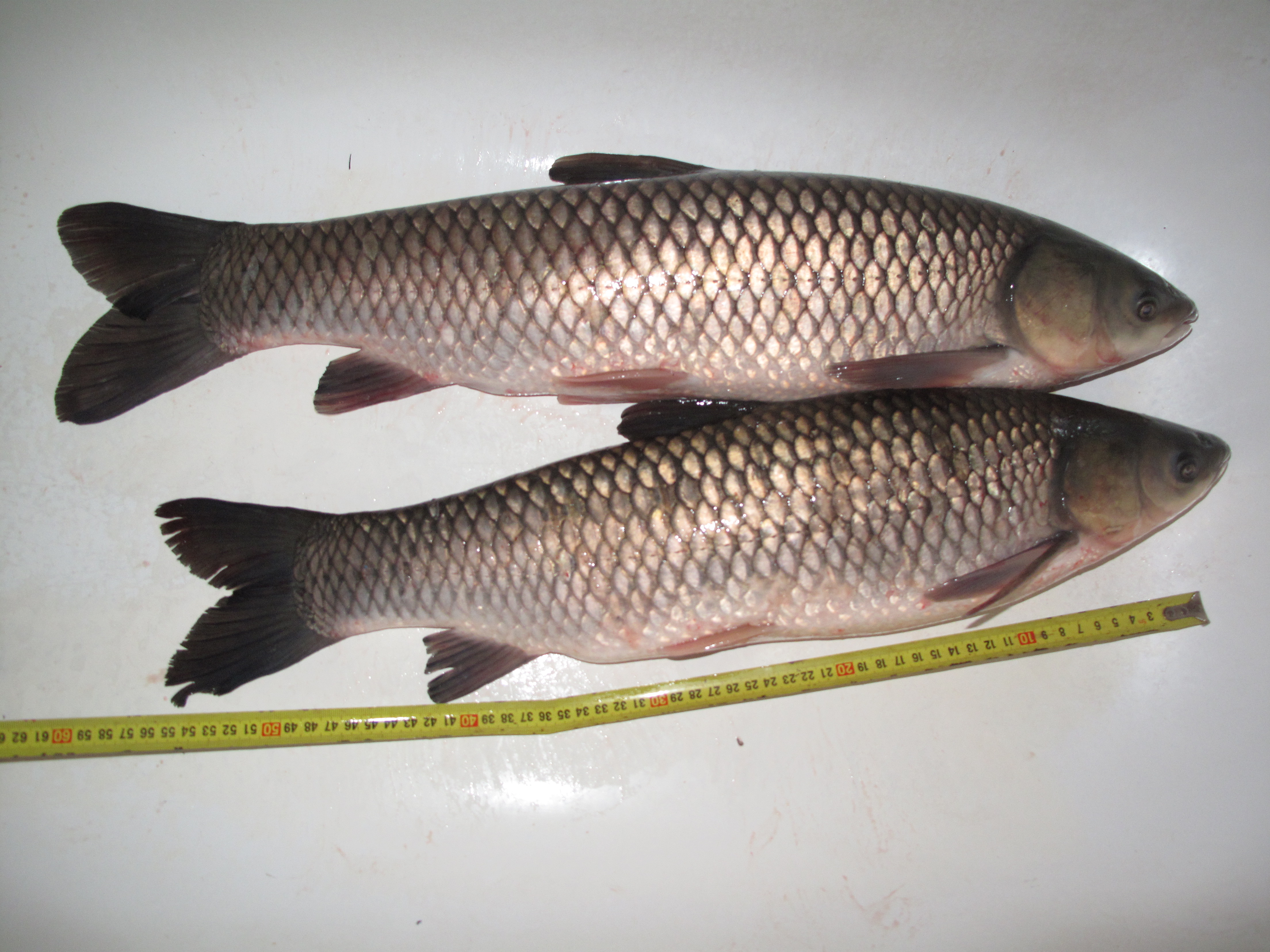
Загальний вигляд

Довжина цієї риби до 120 см, маса до 32 кг. Тіло білого амура подовжене, трохи сплюснуте з боків, голова невисока з прямо розташованим ротом. Луска велика, оточена темним обідком, (окрім розташованих на череві). Початок закругленого спинного плавця міститься дещо попереду підстави черевних плавців. Спина перед спинним плавцем і черево позаду черевних плавців закруглені. Черевні плавці далеко не доходять до анального отвору. Анальний плавець невеликий, злегка закруглений. Спинний плавець короткий, але високий. У спинному плавці три негіллястих і сім гіллястих променів, в анальному — три негіллястих і вісім гіллястих променів. Спинний і хвостовий плавці темні, всі інші — світлі. Хвостовий плавець великий з вирізом середньої величини. У бічній лінії від 40 до 47 лусочок.
Зяброві кришки з радіальними смужками. Зяброві тичинки (12) короткі, рідкісні. Рот зміщений донизу, задній кут його міститься на вертикалі переднього краю ока. Глоткові зуби дворядні, стиснуті з боків, з гострим зазубрений краєм. Спина у білого амура зеленувато-сіра, боки світлі з золотистим відтінком, черево світло-золотисте. Райдужка очей золотиста.

## Поширення
Батьківщина білого амура — Східна Азія, де він поширений в середній та нижній течії Амуру, в його притоках — Уссурі та Сунгарі, в озері Ханка та в річках Китаю. У водоймах СРСР акліматизація білого амура почалася з першої половини 60-х років, де він був акліматизований з метою очищення водойм від водної рослинності, що є основною їжею цієї риби. Використовується як об'єкт ставкового рибництва. Зустрічається в магістральних зрошувальних каналах і водоймах-охолоджувачах електростанцій. Завезений в Україну у 1953 році, тоді ж була розпочата робота по її акліматизації. Тепер вона поширена практично у всіх водоймах України. В наших умовах білий амур не нереститься, а його мальок завозять з Молдови та Краснодарського краю. Також завезений у 60-70-х роках до Європи, США, Канади, Мексики, північної частини Південної Америки, Африки, Індії та Австралії.

### Інвазивний вид
У теплих широтах інвазивний потенціал білого амура досить значний. У США, Новій Зеландії та Іспанії зіткнулись з проблемою неконтрольованого розмноження білого амура. Різке збільшення чисельності негативно впливає на водні екосистеми, адже цей вид знищує значну частину водної рослинності. Тому у деяких країнах світу він вважається шкідником. Наприклад, в Іспанії він був включений до списку чужорідних видів (Королівським указом 1628 / 2011 від 14 листопада). Цим указом було заборонено введення виду в навколишнє середовище (дозволене ізольоване розведення). У Сполучених Штатах вид теж вважається інвазивним, тим не менш досі розводиться у багатьох штатах з метою контролю чисельності водних рослин, багато з яких також є інвазивними. Для запобігання неконтрольованого поширення у США у водойми вводять стерильні триплоїдні особини (перед продажем здійснюються перевірки на триплоїдність).

## Спосіб життя (помірний пояс)

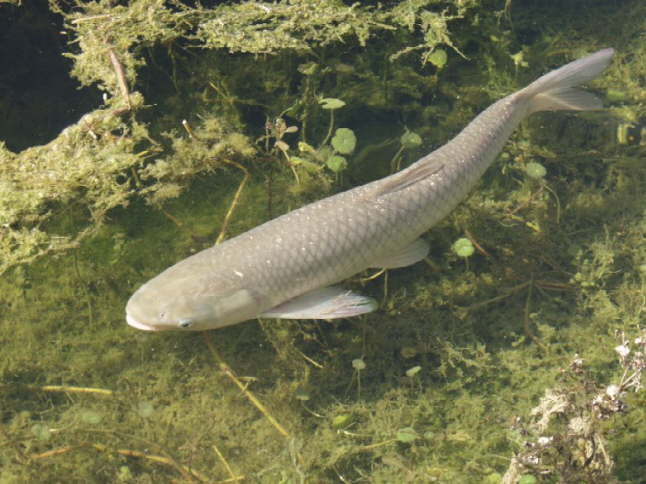
Білий амур у природному середовищі

Амури живуть і пасуться групами 15-20 осіб. В кінці квітня — на початку травня риби з'являються на мілководді. Коли температура досягає 12 °C амури починають годуватися, а при температурі 25-28 °C у них прокидається справжній звіриний апетит: тоді за добу риба з'їдає приблизно 100—120 % своєї маси. Годується амур водною та наземною затопленою рослинністю. Молодняк цієї риби поїдає мотиль, рачки, а, дорослішаючи, переходить на рослинний корм. Віддають перевагу м'якій водній рослинності (елодеї, роголиснику). Під час паводків виходить у заплавні луки, де живиться звичайною травою.
Зимує амур, не живлячись, в ямах, утворюючи значні скупчення. У цей час його шкірні залози у великих кількостях виділяють слиз, що обволікає тіло риби. Нитки слизу, які пливуть за течією, добре помітні, рибалки називають їх «макаронами». І, таким чином, дізнаються про місця скупчення риби.

## Нерест
Нерест може бути одноразовий і порційний. Ймовірно, характер нересту залежить від гідрологічного режиму та умов нагулу білого амура у різних водоймах. В Амурі терміни нересту — з першої декади червня до кінця липня. Нерестовищами слугують ділянки річок зі швидкою течією, зазвичай у місці впадіння великих приток, де злиття двох потоків води намивають на дні довгий піщано-кам'янистий поріг.
Плодючість амура становить до 1680 тис. ікринок. Пелагічна ікра вимітається у верхніх шарах води, коли рівень її піднімається в результаті зливових дощів, температура води сягає 26,3 °C, а швидкість течії — 1-1,7 м/с. Вода в цей час каламутна, насичена мулом. Нерест не відбувається там, де швидкість течії понад 3 м/с, або під час особливо сильних паводків, а також у період різкого спаду води нижче середнього рівня. Якщо внаслідок несприятливих гідрологічних умов самиці не вимітали ікру чи вимітали її частково, то у них спостерігається резорбція (руйнування) ікринок. Це тривалий процес, і якщо він не закінчиться до осінньо-зимового періоду, то призупиняється через низьку температуру, потім знову відновлюється навесні, і самиці в наступному нересті не беруть участі.
У помірному поясі не розмножується.

## Ріст, розвиток

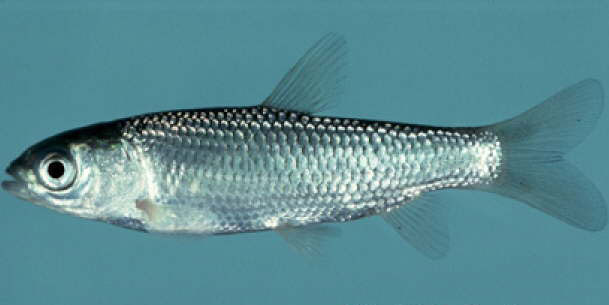
Цьоголіток білого амура

Виметана і запліднена ікра розвивається під час скату за течією річки. Молодняк, який вийшов з ікри, після розсмоктування жовткового мішка тримається в прибережній зоні, де харчується дрібними ракоподібними, личинками хірономід, водоростями. Восени мальки йдуть у русло на зимівлю. Швидкість росту і статевого дозрівання залежить від температури навколишнього середовища. Так, у Малайзії риба дозріває до 14 місяців, у китайській річці Янцзи — до 6 років, в річці Амур стає статевозрілою тільки на 7-10 році життя, на півдні України й у водоймах-охолоджувачах — у 4-5, а на півночі — у 8-9 років. Середньорічні прирости цієї риби на півдні України у теплих водоймах можуть становити 3 кг. В річках Китаю амур живе до 15 років.

## Значення
Білий амур — цінна промислова риба, м'ясо його смачне і жирне. Вважається важливим об'єктом ставкового рибництва, акліматизації. У помірній зоні маленьких амурів виловлюють на нерестовищах і потім поміщають у ставки для вирощування. Основними місцями проживання є зрошувальні канали, водосховища, які використовуються для охолодження технологічних вод електростанцій, в яких ведеться боротьба з заростанням вищими водними рослинами. Поїдаючи на добу стільки ж трави, скільки важить сам, амур відмінно очищає від надлишків рослинності русла річок, ставків, озера, іригаційні системи, охолоджувачі гідроелектростанцій. Також не дає плодитися комару, що створює більш комфортні умови для мешканців дачних ділянок, розташованих по берегах водойм.

## Поради рибалкам

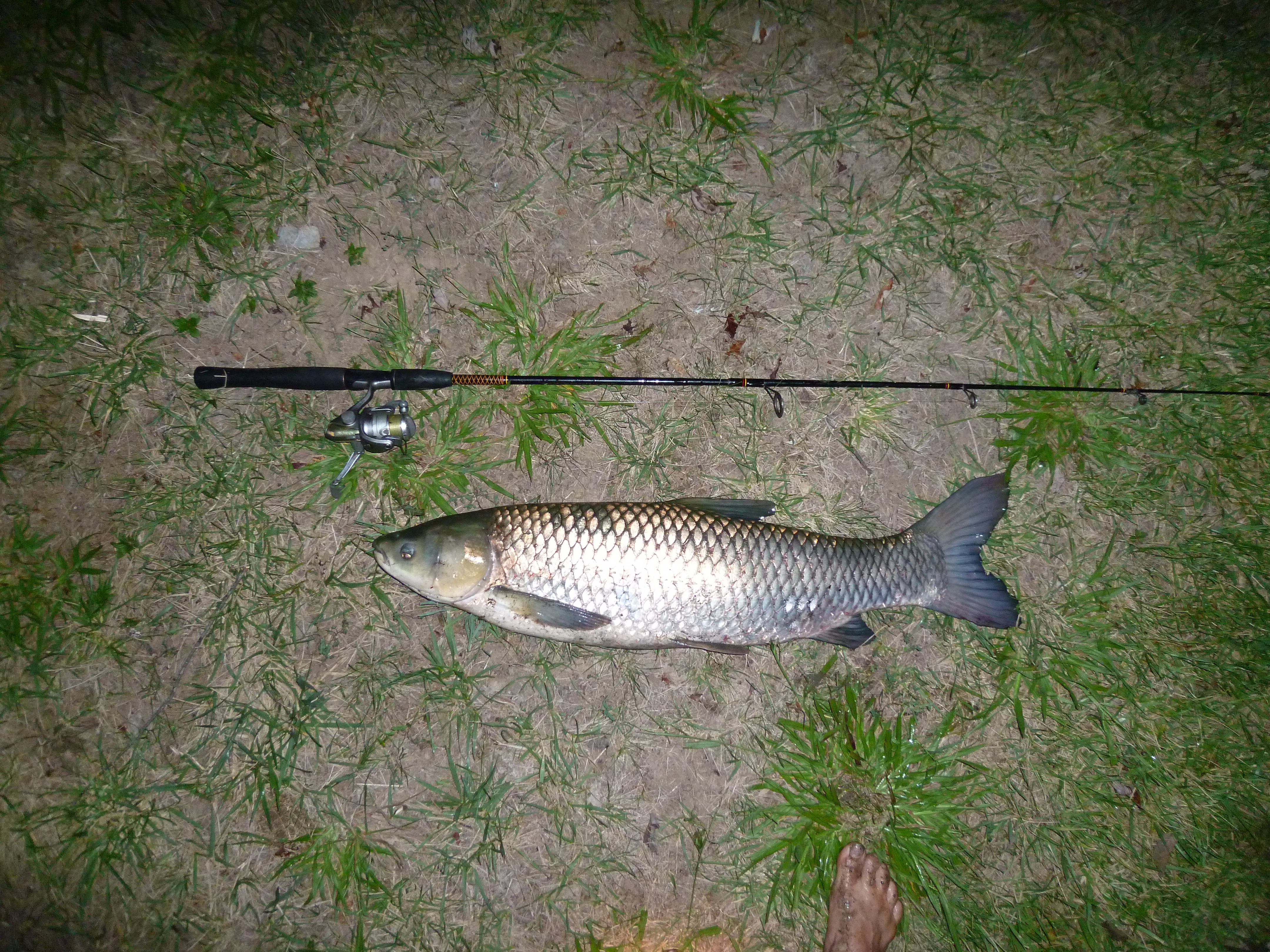
Білий амур виловлений на вудку

## Галерея

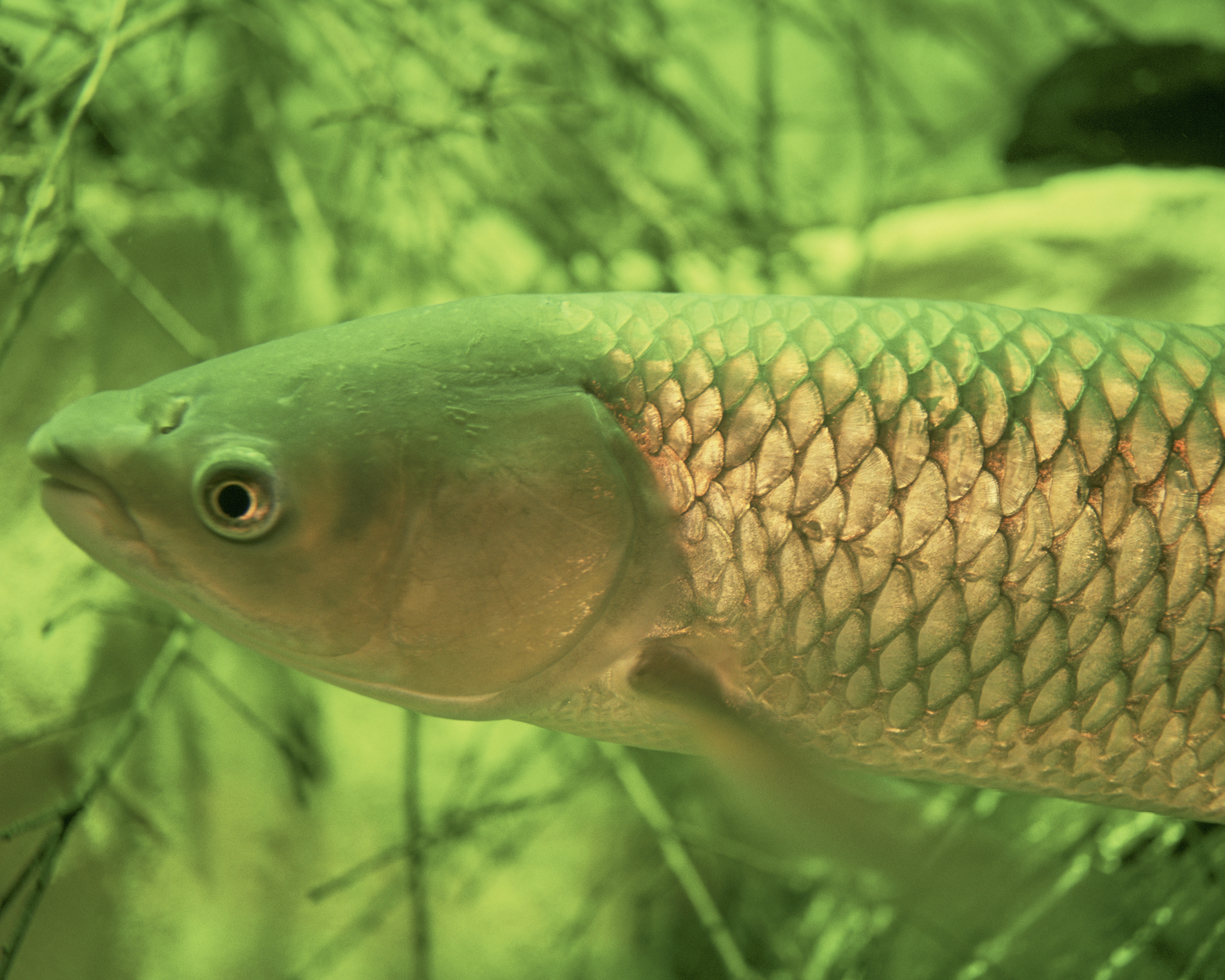
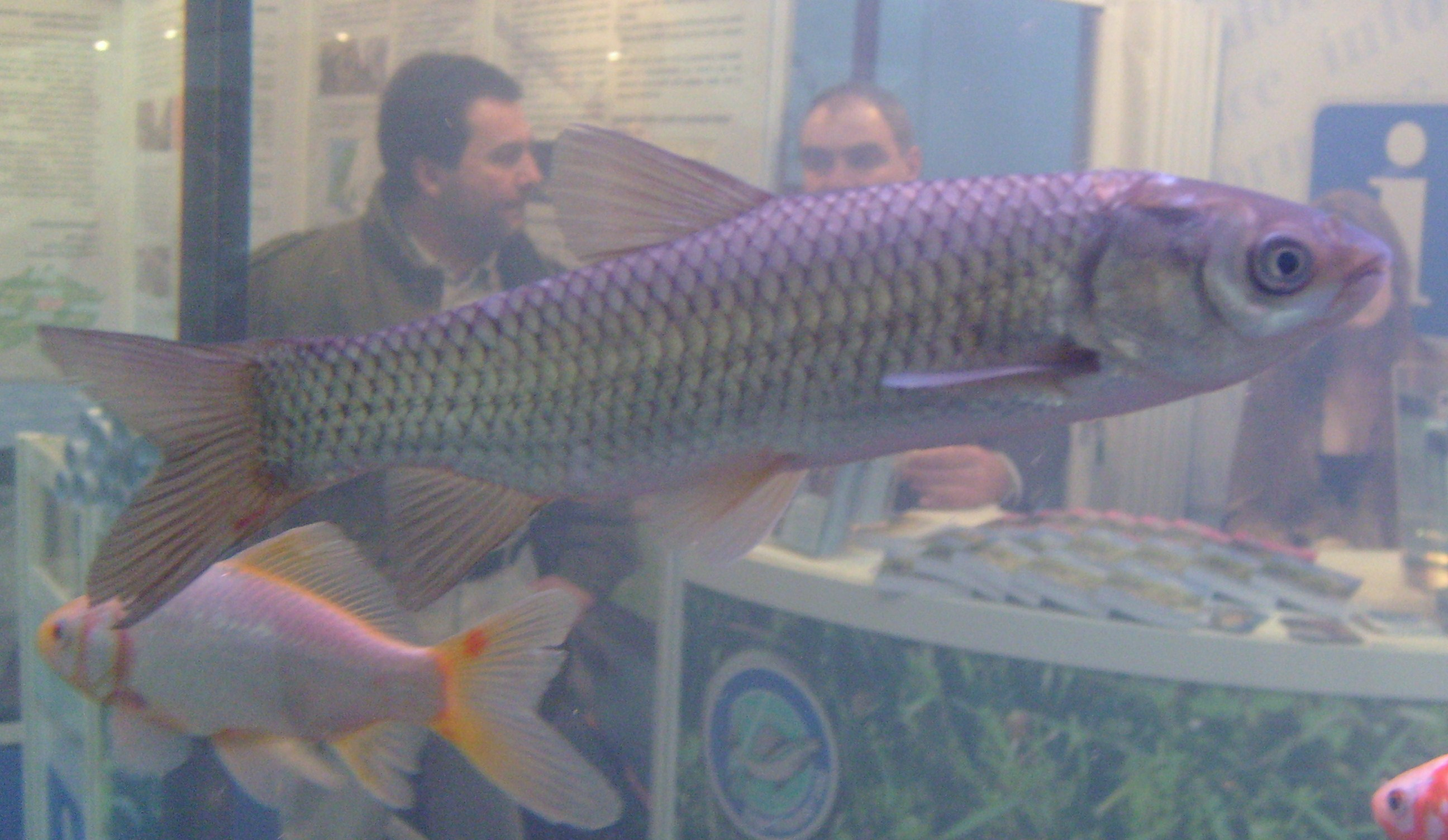
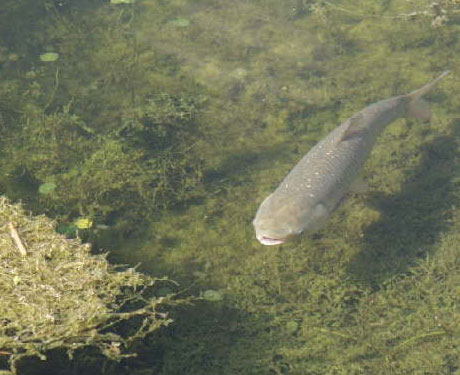
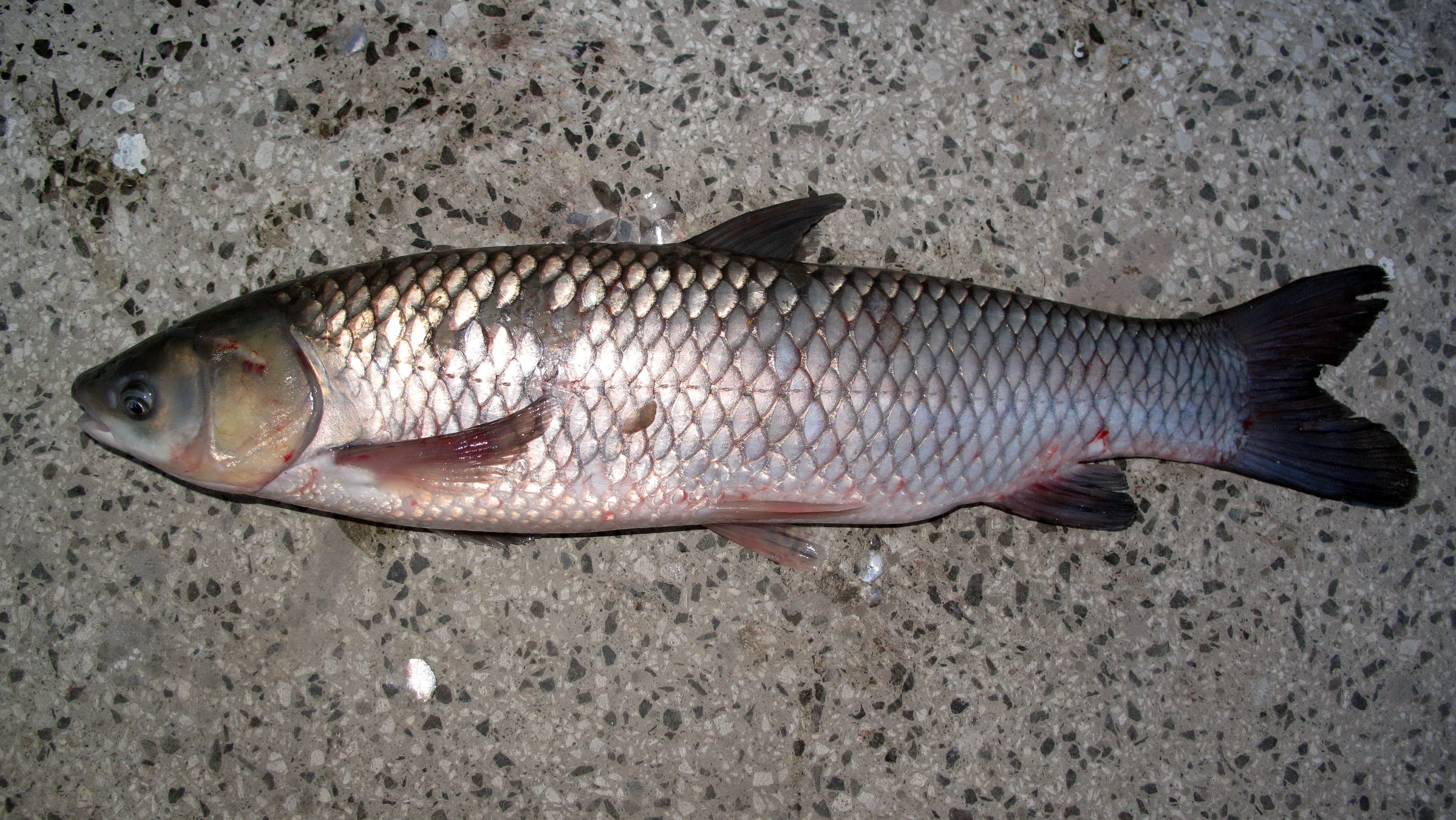
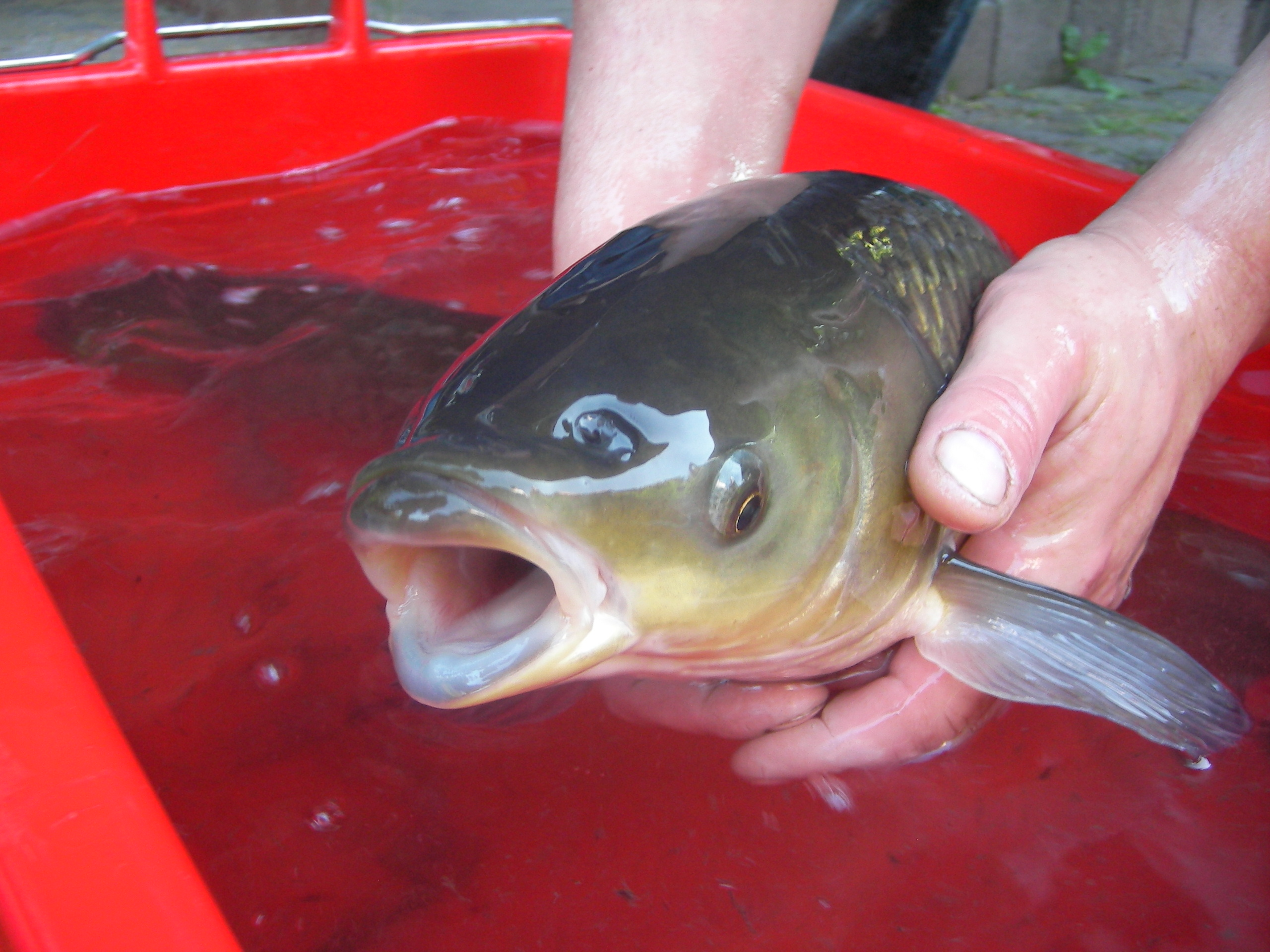
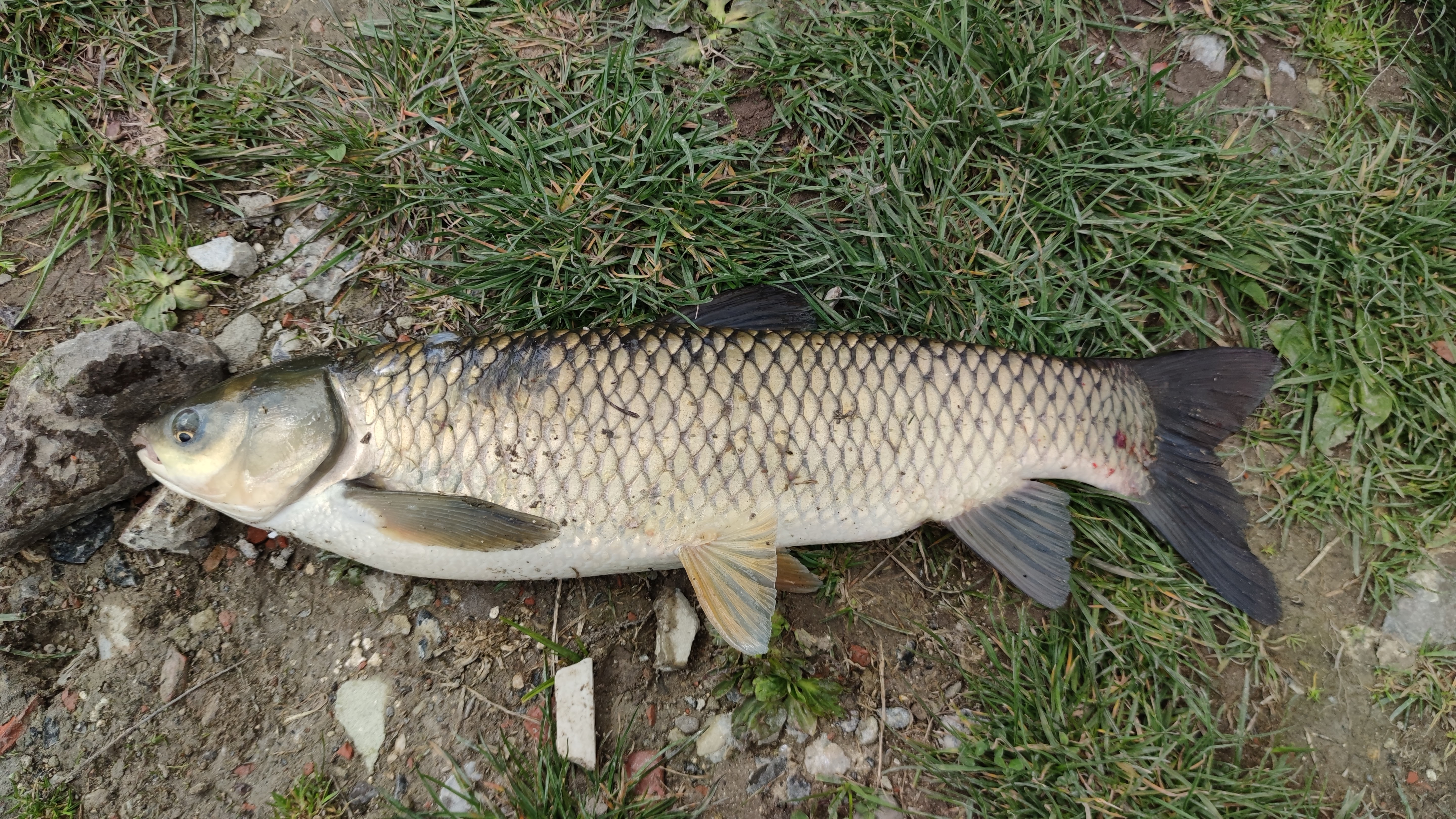